# Macrothele cretica
Espèce
Statut de conservation UICN

 DD  : Données insuffisantes
Macrothele cretica est une espèce d'araignées mygalomorphes de la famille des Macrothelidae.

## Distribution
Cette espèce est endémique de Crète en Grèce. Elle se rencontre dans l'Ouest de l'île.

## Description
Le mâle décrit par Snazell et Allison en 1989 mesure 14,4 mm.
Les mâles décrits par Chatzaki et Komnenov en 2019 mesurent de 9,08 à 11,04 mm et la femelle 16,04 mm.

## Étymologie
Son nom d'espèce lui a été donné en référence au lieu de sa découverte, la Crète.

## Publication originale
- Kulczynski, 1903 : Aranearum et Opilionum species in insula Creta a comite Dre Carolo Attems collectae. Bulletin international de l'Académie des Sciences de Cracovie, vol. 1903, p. 32-58.